# Servisch voetbalelftal in 2010
Het Servisch voetbalelftal speelde in totaal veertien interlands in het jaar 2010, waaronder drie duels bij het WK voetbal 2010 in Zuid-Afrika. Daar werd de ploeg onder leiding van bondscoach Radomir Antić in de groepsronde uitgeschakeld na twee nederlagen en één overwinning. Antić legde zijn taken neer na het gelijkspel (1-1) tegen Slovenië, en werd opgevolgd door Vladimir Petrović.
Op de FIFA-wereldranglijst zakte Servië in 2010 van de 19de (januari 2010) naar de 23ste plaats (december 2010). Het EK-kwalificatieduel op 12 oktober in en tegen Italië werd na zeven minuten gestaakt door scheidsrechter Craig Thomson uit Schotland. Aanleiding was het wangedrag van Servische fans op de tribune van het Stadio Luigi Ferraris. Als straf besloot de UEFA om Italië een reglementaire 3-0-overwinning toe te wijzen.

## Balans
| Wedstrijden | Wedstrijden | Wedstrijden | Wedstrijden | Doelpunten | Doelpunten | Doelpunten | Punten |
| Gespeeld    | Winst       | Gelijk      | Verlies     | Voor       | Tegen      | Saldo      | Punten |
| ----------- | ----------- | ----------- | ----------- | ---------- | ---------- | ---------- | ------ |
| 14          | 6           | 3           | 5           | 18         | 12         | +6         | 1.071  |

## Interlands
|                                                             |          |                                                           |        |                                                                                        |
| 3 maart Vriendschappelijk № 40 «onderlinge duels» 19:15 uur | Algerije | 0 – 3                                                     | Servië | Stade 5 Juillet 1962, Algiers Toeschouwers: 60.000 Scheidsrechter: Badara Diatta (SEN) |
| 3 maart Vriendschappelijk № 40 «onderlinge duels» 19:15 uur |          | 16' Marko Pantelić 55' Zdravko Kuzmanović 65' Zoran Tošić |        | Stade 5 Juillet 1962, Algiers Toeschouwers: 60.000 Scheidsrechter: Badara Diatta (SEN) |

|                                                             |       |                                                     |        |                                                                                 |
| 7 april Vriendschappelijk № 41 «onderlinge duels» 19:20 uur | Japan | 0 – 3                                               | Servië | Nagai Stadium, Osaka Toeschouwers: 46.270 Scheidsrechter: Choi Myung-Yong (KOR) |
| 7 april Vriendschappelijk № 41 «onderlinge duels» 19:20 uur |       | 15' Dragan Mrdja 23' Dragan Mrdja 60' Nemanja Tomić |        | Nagai Stadium, Osaka Toeschouwers: 46.270 Scheidsrechter: Choi Myung-Yong (KOR) |

|                                                            |                  |       |        |                                                                                  |
| 29 mei Vriendschappelijk № 42 «onderlinge duels» 17:15 uur | Nieuw-Zeeland    | 1 – 0 | Servië | Hypo-Arena, Klagenfurt Toeschouwers: 14.000 Scheidsrechter: Oliver Drachta (AUT) |
| 29 mei Vriendschappelijk № 42 «onderlinge duels» 17:15 uur | Shane Smeltz 22' |       |        | Hypo-Arena, Klagenfurt Toeschouwers: 14.000 Scheidsrechter: Oliver Drachta (AUT) |

|                                                            |       |       |        |                                                                                        |
| 2 juni Vriendschappelijk № 43 «onderlinge duels» 20:30 uur | Polen | 0 – 0 | Servië | FC Kufstein Stadion, Kufstein Toeschouwers: 4.000 Scheidsrechter: Dietmar Drabek (AUT) |
| 2 juni Vriendschappelijk № 43 «onderlinge duels» 20:30 uur |       |       |        | FC Kufstein Stadion, Kufstein Toeschouwers: 4.000 Scheidsrechter: Dietmar Drabek (AUT) |

|                                                            |                                                                                  |       |                                                        |                                                                                        |
| 5 juni Vriendschappelijk № 44 «onderlinge duels» 20:30 uur | Servië                                                                           | 4 – 3 | Kameroen                                               | Stadion Partizan, Belgrado Toeschouwers: 30.000 Scheidsrechter: Leontios Trattou (AUT) |
| 5 juni Vriendschappelijk № 44 «onderlinge duels» 20:30 uur | Miloš Krasić 16' Dejan Stanković 25' Nenad Milijaš 44' (pen.) Marko Pantelić 45' |       | 5' Pierre Webó 20' Pierre Webó 67' Maxim Choupo-Moting | Stadion Partizan, Belgrado Toeschouwers: 30.000 Scheidsrechter: Leontios Trattou (AUT) |

| WK voetbal 2010 |
| --------------- |

|                                                                |        |       |       |                                                                                              |
| 13 juni WK-eindronde Groep D № 45 «onderlinge duels» 16:00 uur | Servië | 0 – 1 | Ghana | Loftus Versfeld Stadion, Pretoria Toeschouwers: 38.833 Scheidsrechter: Héctor Baldassi (ARG) |
| 13 juni WK-eindronde Groep D № 45 «onderlinge duels» 16:00 uur |        |       |       | Loftus Versfeld Stadion, Pretoria Toeschouwers: 38.833 Scheidsrechter: Héctor Baldassi (ARG) |

|                                                                |           |                  |                     | |
| 18 juni WK-eindronde Groep D № 46 «onderlinge duels» 13:30 uur | Duitsland | 0 – 1            | Servië              | Nelson Mandelabaai Stadion, Port Elizabeth Toeschouwers: 38.294 Scheidsrechter: Alberto Undiano Mallenco (ESP) |
| 18 juni WK-eindronde Groep D № 46 «onderlinge duels» 13:30 uur |           | Wedstrijdverslag | 38' Milan Jovanović | Nelson Mandelabaai Stadion, Port Elizabeth Toeschouwers: 38.294 Scheidsrechter: Alberto Undiano Mallenco (ESP) |

|                                                                |                                 |       |                    |                                                                                        |
| 23 juni WK-eindronde Groep D № 47 «onderlinge duels» 20:30 uur | Australië                       | 2 – 1 | Servië             | Mbombela Stadion, Nelspruit Toeschouwers: 37.836 Scheidsrechter: Jorge Larrionda (URU) |
| 23 juni WK-eindronde Groep D № 47 «onderlinge duels» 20:30 uur | Tim Cahill 69' Brett Holman 73' |       | 84' Marko Pantelić | Mbombela Stadion, Nelspruit Toeschouwers: 37.836 Scheidsrechter: Jorge Larrionda (URU) |

|  |  |  |  |  |  |  |  |  |

|                                                                 |        |                          |             |                                                                                         |
| 11 augustus Vriendschappelijk № 48 «onderlinge duels» 20:30 uur | Servië | 0 – 1                    | Griekenland | Stadion Partizan, Belgrado Toeschouwers: 10.000 Scheidsrechter: Fernando Teixeira (ESP) |
| 11 augustus Vriendschappelijk № 48 «onderlinge duels» 20:30 uur |        | 45' Dimitrios Salpigidis |             | Stadion Partizan, Belgrado Toeschouwers: 10.000 Scheidsrechter: Fernando Teixeira (ESP) |

|                                                               |         |                                                        |        |                                                                               |
| 3 september EK-kwalificatie № 49 «onderlinge duels» 19:00 uur | Faeröer | 0 – 3                                                  | Servië | Tórsvøllur, Tórshavn Toeschouwers: 2.896 Scheidsrechter: Abby Toussaint (LUX) |
| 3 september EK-kwalificatie № 49 «onderlinge duels» 19:00 uur |         | 14' Danko Lazović 18' Dejan Stanković 90' Nikola Žigić |        | Tórsvøllur, Tórshavn Toeschouwers: 2.896 Scheidsrechter: Abby Toussaint (LUX) |

|                                                               |                  |       |                        |                                                                                         |
| 7 september EK-kwalificatie № 50 «onderlinge duels» 19:30 uur | Servië           | 1 – 1 | Slovenië               | Crvena Zvezda, Belgrado Toeschouwers: 20.000 Scheidsrechter: Olegário Benquerença (POR) |
| 7 september EK-kwalificatie № 50 «onderlinge duels» 19:30 uur | Nikola Žigić 86' |       | 63' Milivoje Novakovič | Crvena Zvezda, Belgrado Toeschouwers: 20.000 Scheidsrechter: Olegário Benquerença (POR) |

|                                                             |                  |       |                                                                       |                                                                                        |
| 8 oktober EK-kwalificatie № 51 «onderlinge duels» 19:30 uur | Servië           | 1 – 3 | Estland                                                               | Stadion Partizan, Belgrado Toeschouwers: 14.000 Scheidsrechter: Maksim Layushkin (RUS) |
| 8 oktober EK-kwalificatie № 51 «onderlinge duels» 19:30 uur | Nikola Žigić 60' |       | 63' Tarmo Kink 73' Konstantin Vassiljev 90' (e.d.) Aleksandar Luković | Stadion Partizan, Belgrado Toeschouwers: 14.000 Scheidsrechter: Maksim Layushkin (RUS) |

|                                                              |        |       |        |                                                                                       |
| 12 oktober EK-kwalificatie № 52 «onderlinge duels» 20:00 uur | Italië | 3 – 0 | Servië | Stadio Luigi Ferraris, Genua Toeschouwers: 30.000 Scheidsrechter: Craig Thomson (SCO) |
| 12 oktober EK-kwalificatie № 52 «onderlinge duels» 20:00 uur |        |       |        | Stadio Luigi Ferraris, Genua Toeschouwers: 30.000 Scheidsrechter: Craig Thomson (SCO) |

|                                                       |           |                  |        |                                                                                    |
| 17 november Vriendschappelijk № 53 «onderlinge duels» | Bulgarije | 0 – 1            | Servië | Vasil Levski Stadion, Sofia Toeschouwers: 1.500 Scheidsrechter: Marius Avram (ROM) |
| 17 november Vriendschappelijk № 53 «onderlinge duels» |           | 80' Nikola Žigić |        | Vasil Levski Stadion, Sofia Toeschouwers: 1.500 Scheidsrechter: Marius Avram (ROM) |

## FIFA-wereldranglijst
| JAN | FEB | MAR | APR | MEI | JUN | JUL | AUG | SEP | OKT | NOV | DEC |
| --- | --- | --- | --- | --- | --- | --- | --- | --- | --- | --- | --- |
| 19  | 19  | 15  | 16  | 15  | 15  | 13  | 13  | 15  | 22  | 25  | 23  |

## Statistieken
| Vladimir Stojković  | 1983-07-28 | FK Partizan              | 7  | 1 | 0 | 37 | 0  |
| Anđelko Đuričić     | 1980-11-21 | União Leiria             | 3  | 1 | 0 | 4  | 0  |
| Željko Brkić        | 1986-07-09 | Vojvodina Novi Sad       | 1  | 1 | 0 | 2  | 0  |
| Bojan Isailović     | 1980-03-25 | Zagłębie Lubin           | 1  | 0 | 0 | 4  | 0  |
| Bojan Jorgačević    | 1982-02-12 | AA Gent                  | 1  | 0 | 0 | 1  | 0  |
| Milan Jovanić       | 1985-07-31 | Wisła Kraków             | 0  | 1 | 0 | 1  | 0  |
| Verdediging         |            |                          |    |   |   |    |    |
| Neven Subotić       | 1988-12-10 | Borussia Dortmund        | 9  | 1 | 0 |    |    |
| Branislav Ivanović  | 1984-02-22 | Chelsea FC               | 9  | 0 | 0 |    |    |
| Nemanja Vidić       | 1981-10-21 | Manchester United        | 9  | 0 | 0 |    |    |
| Aleksandar Luković  | 1982-10-23 | FK Zenit St. Petersburg  | 7  | 1 | 0 |    |    |
| Aleksandar Kolarov  | 1985-11-10 | Manchester City          | 5  | 3 | 0 |    |    |
| Ivan Obradović      | 1988-07-25 | Real Zaragoza            | 5  | 0 | 0 |    |    |
| Antonio Rukavina    | 1984-01-26 | TSV 1860 München         | 3  | 1 | 0 |    |    |
| Marko Lomić         | 1983-09-13 | Dinamo Moskou            | 2  | 0 | 0 |    |    |
| Pavle Ninkov        | 1985-04-20 | Rode Ster Belgrado       | 1  | 1 | 0 | 4  | 0  |
| Milovan Milović     | 1980-10-24 | Dinamo Tirana            | 1  | 0 | 0 |    |    |
| Vojislav Stanković  | 1987-09-22 | FK Partizan              | 1  | 0 | 0 |    |    |
| Ivica Dragutinović  | 1975-11-13 | Sevilla FC               | 0  | 1 | 0 |    |    |
| Slobodan Rajković   | 1989-02-03 | Vitesse Arnhem           | 0  | 1 | 0 |    |    |
| Miroslav Vulićević  | 1985-05-29 | Vojvodina Novi Sad       | 0  | 1 | 0 |    |    |
| Middenveld          |            |                          |    |   |   |    |    |
| Miloš Krasić        | 1984-11-01 | Juventus                 | 9  | 1 | 1 |    |    |
| Dejan Stanković     | 1978-09-11 | Inter Milan              | 9  | 0 | 2 |    |    |
| Zdravko Kuzmanović  | 1987-09-22 | VfB Stuttgart            | 8  | 2 | 1 |    |    |
| Nenad Milijaš       | 1983-04-30 | Wolverhampton W.         | 6  | 0 | 1 |    |    |
| Zoran Tošić         | 1987-04-28 | CSKA Moskou              | 3  | 6 | 1 |    |    |
| Miloš Ninković      | 1984-12-25 | Dinamo Kiev              | 3  | 6 | 0 |    |    |
| Radosav Petrović    | 1989-03-08 | FK Partizan              | 3  | 6 | 0 |    |    |
| Gojko Kačar         | 1987-01-26 | Hamburger SV             | 1  | 6 | 0 |    |    |
| Nemanja Tomić       | 1988-01-21 | FK Partizan              | 1  | 0 | 1 |    |    |
| Ljubomir Fejsa      | 1988-08-14 | FK Partizan              | 1  | 0 | 0 |    |    |
| Adem Ljajić         | 1991-09-29 | AC Fiorentina            | 1  | 0 | 0 |    |    |
| Marko Mirić         | 1987-03-26 | FK Spartak Zlatibor Voda | 1  | 0 | 0 |    |    |
| Dušan Tadić         | 1988-11-20 | FC Groningen             | 1  | 0 | 0 |    |    |
| Nikola Beljić       | 1983-05-14 | MGS Panserraikos         | 0  | 1 | 0 |    |    |
| Aleksandar Davidov  | 1983-10-07 | FK Partizan              | 0  | 1 | 0 |    |    |
| Boško Janković      | 1984-03-01 | Genoa CFC                | 0  | 1 | 0 |    |    |
| Nikola Mitrović     | 1987-01-02 | Újpest FC                | 0  | 1 | 0 |    |    |
| Ivan Radovanović    | 1988-08-29 | Bologna FC               | 0  | 1 | 0 |    |    |
| Veseljko Trivunović | 1980-01-13 | OFK Beograd              | 0  | 1 | 0 |    |    |
| Aanval              |            |                          |    |   |   |    |    |
| Nikola Žigić        | 1980-09-25 | Birmingham City          | 11 | 1 | 4 | 40 | 16 |
| Milan Jovanović     | 1981-04-18 | Liverpool                | 10 | 0 | 1 | 33 | 10 |
| Marko Pantelić      | 1978-09-15 | Olympiakos Piraeus       | 4  | 3 | 3 | 32 | 7  |
| Danko Lazović       | 1983-05-17 | FK Zenit St. Petersburg  | 3  | 7 | 1 | 37 | 9  |
| Dragan Mrđa         | 1984-01-23 | FC Sion                  | 2  | 4 | 2 | 8  | 2  |
| Dejan Lekić         | 1985-06-07 | CA Osasuna               | 1  | 1 | 0 | 3  | 0  |
| Andrija Kaluđerović | 1987-07-05 | Rode Ster Belgrado       | 0  | 1 | 0 | 1  | 0  |
| Miralem Sulejmani   | 1988-12-05 | Ajax Amsterdam           | 0  | 1 | 0 | 7  | 0  |

FSS · A-internationals · Bondscoaches · Statistieken · Servisch vrouwenelftal · Olympisch elftal · Servië U21 · Servië U20 · Servië U19 · Servië U17 · Servië en Montenegro U19 · Servië en Montenegro U17
2003 – 2006** · 
2006 – 2009 · 
2010 – 2019 ·
2020 − 2029
EK 2008 · 
EK 2012 · 
EK 2016 ·
EK 2020
WK 2006** · 
WK 2010 · 
WK 2014 · 
WK 2018 ·
WK 2022
OS 2004** · 
OS 2008 · 
OS 2012 ·
OS 2016 ·
OS 2020
2006 · 
2007 · 
2008 · 
2009 · 
2010 · 
2011 · 
2012 · 
2013 · 
2014 · 
2015 · 
2016 ·
2017 ·
2018 ·
2019 ·
2020 ·
2021 ·
2022
Albanië ·
Algerije ·
Armenië ·
Australië ·
Azerbeidzjan ·
Bahrein ·
België ·
Bolivia ·
Brazilië ·
Bulgarije ·
Chili ·
China ·
Colombia ·
Costa Rica ·
Cyprus ·
Denemarken ·
Dominicaanse Republiek ·
Duitsland ·
Engeland ·
Estland ·
Faeröer ·
Finland ·
Frankrijk ·
Georgië ·
Ghana ·
Griekenland ·
Honduras ·
Hongarije ·
Ierland ·
Israël ·
Italië ·
Jamaica ·
Japan ·
Jordanië ·
Kameroen ·
Kazachstan ·
Kroatië · 
Litouwen ·
Luxemburg ·
Marokko ·
Mexico ·
Moldavië ·
Montenegro ·
Nieuw-Zeeland ·
Nigeria ·
Noord-Ierland ·
Noord-Macedonië ·
Noorwegen ·
Oekraïne ·
Oostenrijk ·
Panama ·
Paraguay ·
Polen ·
Portugal ·
Qatar ·
Roemenië ·
Rusland ·
Schotland ·
Slovenië ·
Spanje ·
Tsjechië ·
Turkije ·
Verenigde Staten ·
Wales ·
Zuid-Afrika ·
Zuid-Korea ·
Zweden ·
Zwitserland
Brazilië (2018) · 
Costa Rica (2018) · 
Duitsland (2010) · 
Ghana (2010) · 
Kameroen (2022) · 
Zwitserland (2018)
** = Onder de naam Servië en Montenegro